# Bernot
Bernot ist eine französische Gemeinde mit 434 Einwohnern (Stand: 1. Januar 2022) im Département Aisne in der Region Hauts-de-France. Sie gehört zum Arrondissement Vervins, zum Kanton Guise und zum Kommunalverband Thiérache Sambre et Oise.

## Geographie
Die Gemeinde Bernot liegt 15 Kilometer östlich von Saint-Quentin an der Oise und dem parallel verlaufenden Sambre-Oise-Kanal. Nachbargemeinden von Bernot sind Montigny-en-Arrouaise im Norden, Hauteville im Osten, Neuvillette im Süden, Mont-d’Origny im Südwesten, Fontaine-Notre-Dame im Westen sowie Fieulaine im Nordwesten. Mit acht Windkraftanlagen hat Bernot einen Anteil an einem interkommunalen Windpark.

## Bevölkerungsentwicklung
| Jahr                       | 1962 | 1968 | 1975 | 1982 | 1990 | 1999 | 2010 | 2021 |
| -------------------------- | ---- | ---- | ---- | ---- | ---- | ---- | ---- | ---- |
| Einwohner                  | 620  | 608  | 540  | 511  | 459  | 455  | 459  | 438  |
| Quellen: Cassini und INSEE |      |      |      |      |      |      |      |      |

## Sehenswürdigkeiten

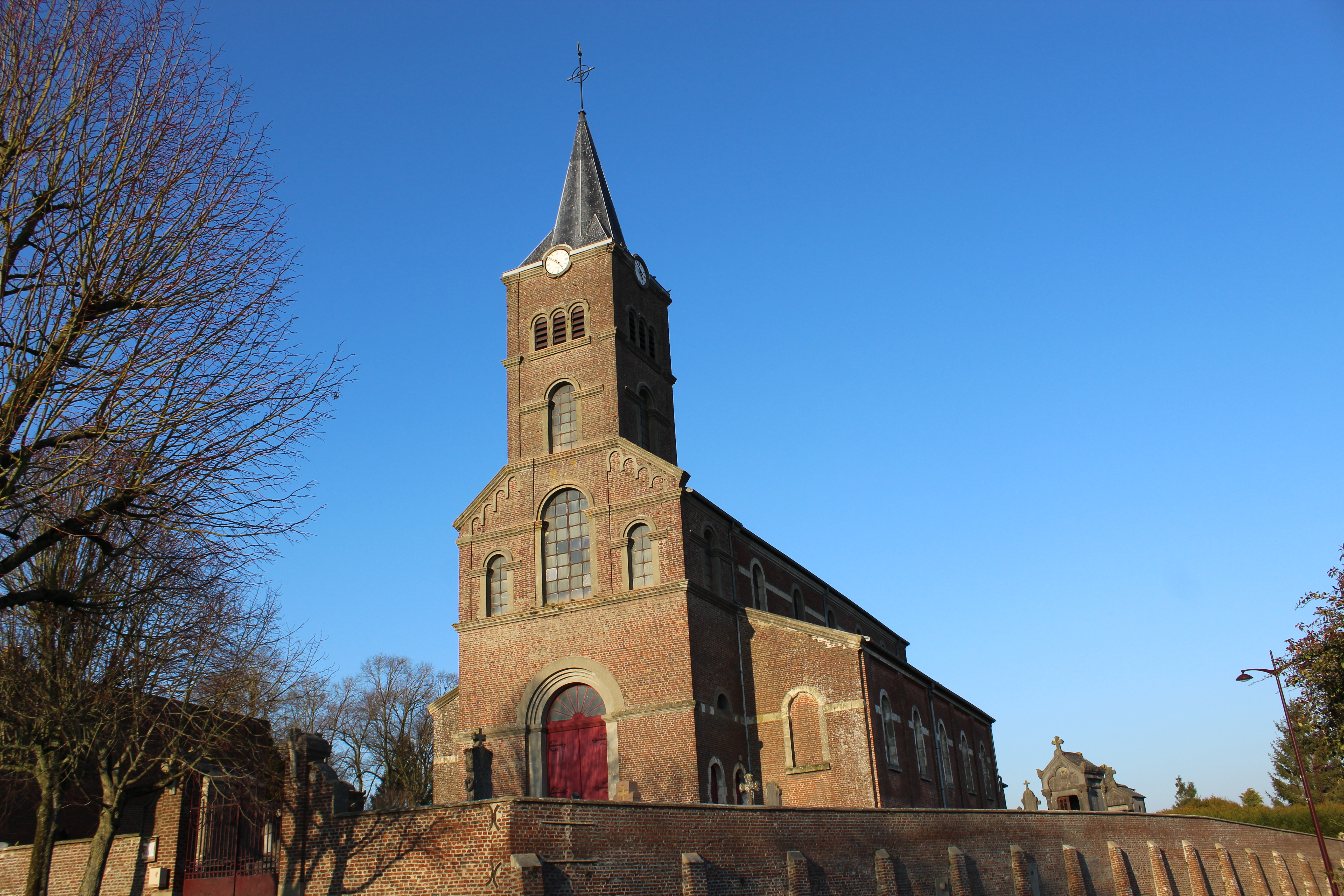
Kirche Saint-Pierre-et-Saint-Paul

- Kirche Saint-Pierre-et-Saint-Paul
- Wasserturm